# Garoto
Garoto (* 28. Juni 1915 in São Paulo; † 3. Mai 1955 in Rio de Janeiro), eigentlich Aníbal Augusto Sardinha war ein brasilianischer Gitarrist und Komponist.

## Leben
Schon in seiner Kindheit hatte Garoto Kontakt zur Musik, da sein Vater und seine beiden Brüder verschiedene Saiteninstrumente spielten. Seine musikalische Karriere begann, als er von seinem Bruder Batista ein Banjo geschenkt bekam und er sich daraufhin o moleque do banjo oder o garoto do banjo nannte. Mit 18 Jahren bekam er Unterricht in klassischem Gitarrenspiel bei Attilio Bernardini.
1930 nahm er seine erste Solo-Schallplatte auf mit den eigenen Kompositionen Bichinho de Queijo, einem Maxixe-Choro, und Driblando, einem Maxixe, begleitet von dem Gitarristen Serelepe. 1939 reiste er mit Carmen Miranda und der Banda da Lua in die USA und stand mit US-amerikanischen Größen wie Duke Ellington oder Art Tatum gemeinsam auf der Bühne.
1952 gründete er mit Fafá Lemos und Chiquinho do Acordeon das Trio Surdina, das 1953 eine erste Schallplatte herausbrachte, mit der Originaleinspielung von Duas Contas, Text und Musik von Garoto, Gesang und Violine Fafá Lemos. Im selben Jahr widmete ihm Radamés Gnattali sein Concertino número 2 para Violão e Orquestra de Câmara.
Trotz seines frühen Todes im Alter von 39 Jahren hatte er aufgrund seiner Gitarrentechnik und seiner Tätigkeit als Komponist einen großen Einfluss auf die Entwicklung der brasilianischen Musik. Eine vollständige Ausgabe von Garotos Gitarrenkompositionen wurde erst 1990 von dem brasilianischen Gitarristen Paulo Bellinati veröffentlicht.